# این‌تی‌هوآتانا

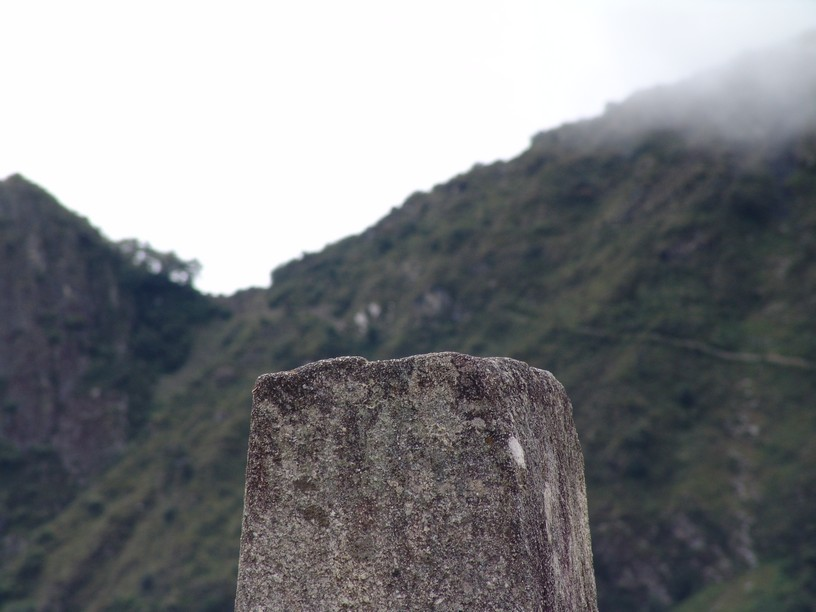
این‌تی‌هوآتانا (گوشه شکسته)

این‌تی‌هوآتانا (به انگلیسی: Intihuatana) یک سنگ آیینی در آمریکای جنوبی، ماچو پیچو است که شاید ساعت نجومی یا تقویم اینکاها بوده است. نام آن از زبان محلی کچوا گرفته شده است.   قابل توجه‌ترین اینتی‌هواتانا یک مکان باستان‌شناسی است که در ماچو پیچو در دره مقدس نزدیک ماچو پیچو، پرو واقع شده است.
اینتی‌هواتانا در ۸‌ سپتامبر ۲۰۰۰ میلادی که جرثقیل مورد استفاده در یک فیلم تبلیغاتی واژگون شد و قطعه‌ای از گرانیت را شکست.